# Valière
Pour les articles homonymes, voir Valière (homonymie).
La Valière est une rivière de Bretagne et des Pays de la Loire, et un affluent de la Vilaine, dénommée parfois par le passé "Vilaine (branche sud)" ou "Petite Vilaine", "Rivière d'Argentré" ou encore "Rivière des Rochers" car son cours longe un moment le château des Rochers.

## Géographie
La longueur de son cours d'eau est de 27,8 km.
Elle prend sa source à Saint-Pierre-la-Cour, dans le département de la Mayenne.
Sa vallée est barrée par l'étang de la Valière, afin d'approvisionner en eau de l'agglomération de Vitré.
Elle se jette dans la Vilaine, sur sa rive gauche, un peu à l'ouest de Vitré, à la limite entre les communes de Pocé-les-Bois et Saint-Aubin-des-Landes.

## Communes traversées
Dans les deux départements de l'Ille-et-Vilaine et de la Mayenne, la Valière traverse six communes, d'amont en aval : Saint-Pierre-la-Cour, Erbrée, Étrelles, Vitré, Pocé-les-Bois et Saint-Aubin-des-Landes.

## Affluents
La Valière a onze affluents référencés dont :
- le Geslin, dénommé dans sa partie amont "Ruisseau du Moulin du Bois"), long de 9,8 km sur les quatre communes de Le Pertre, Bréal-sous-Vitré, Mondevert et Erbrée, sans affluent référencé.
- le ruisseau du Passoir, dont la source se trouve à Mondevert et qui alimente l'étang de Beuvron avant de se jeter dans la Valière dont c'est un affluent de rive gauche.
- le ruisseau de l'Andronnière, qui alimente l'étang de Paintourteau, dont les eaux, grâce à un court émissaire, se jettent dans la Valière, dont c'est donc un affluent de rive droite.
- le ruisseau du Hill, 12,4 km sur les quatre communes de Le Pertre, Argentré-du-Plessis, Étrelles, Vitré, qui possède quatre affluents et un sous affluent. C'est un affluent de rive gauche de la Valière.
- le ruisseau de la Peudavenière, 3,3 km sur la seule commune d'Étrelles sans affluent référencé. C'est un affluent de rive gauche de la Valière.

## Hydrographie
La Valière traverse une seule zone hydrographique 'La Vilaine de la Valière (C) à la Cantache (NC)' (J702) pour une superficie de 325 km2.

## Qualité de l'eau
Le suivi de la qualité physico-chimique de la Valière se fait grâce à des points de prélèvement sur les communes d'Erbrée et de Pocé-les-Bois (d'amont en aval),, qui donnent les résultats suivants :
| Nitrates                                   | 2010 | 2011 | 2012 | 2013 | 2014 |
| ------------------------------------------ | ---- | ---- | ---- | ---- | ---- |
| Concentration du paramètre (percentile 90) | 30   | 21   | 26   | 23   | 17   |
| Classe SEQ-Eau                             |      |      |      |      |      |

| Nitrates                                   | 2010 | 2011 | 2012 | 2013 | 2014 |
| ------------------------------------------ | ---- | ---- | ---- | ---- | ---- |
| Concentration du paramètre (percentile 90) | 43   | 34   | 31   | 34   | 24   |
| Classe SEQ-Eau                             |      |      |      |      |      |